# Lípa republiky (Spořilov)
Lípa republiky na Spořilově roste v Praze v severní části Roztylského náměstí v ulici Jižní X, poblíž kostela svaté Anežky České.

## Historie
Lípa svobody byla vysazena 19. listopadu 1968 na připomínku 50. výročí vzniku Československé republiky spořilovskými skauty v parku na Roztylském náměstí.
O zeleň na Spořilově v té době pečoval uznávaný odborník na zahradní urbanismus Josef Sinkule. Protože stanoviště lípy nazapadalo do plánu úprav, navrhl následující rok skautům lípu přesadit na nové místo na palouku nad kostelem svaté Anežky České. Strom zde dobře zakořenil a vyrostl do dvacetimetrové výšky.

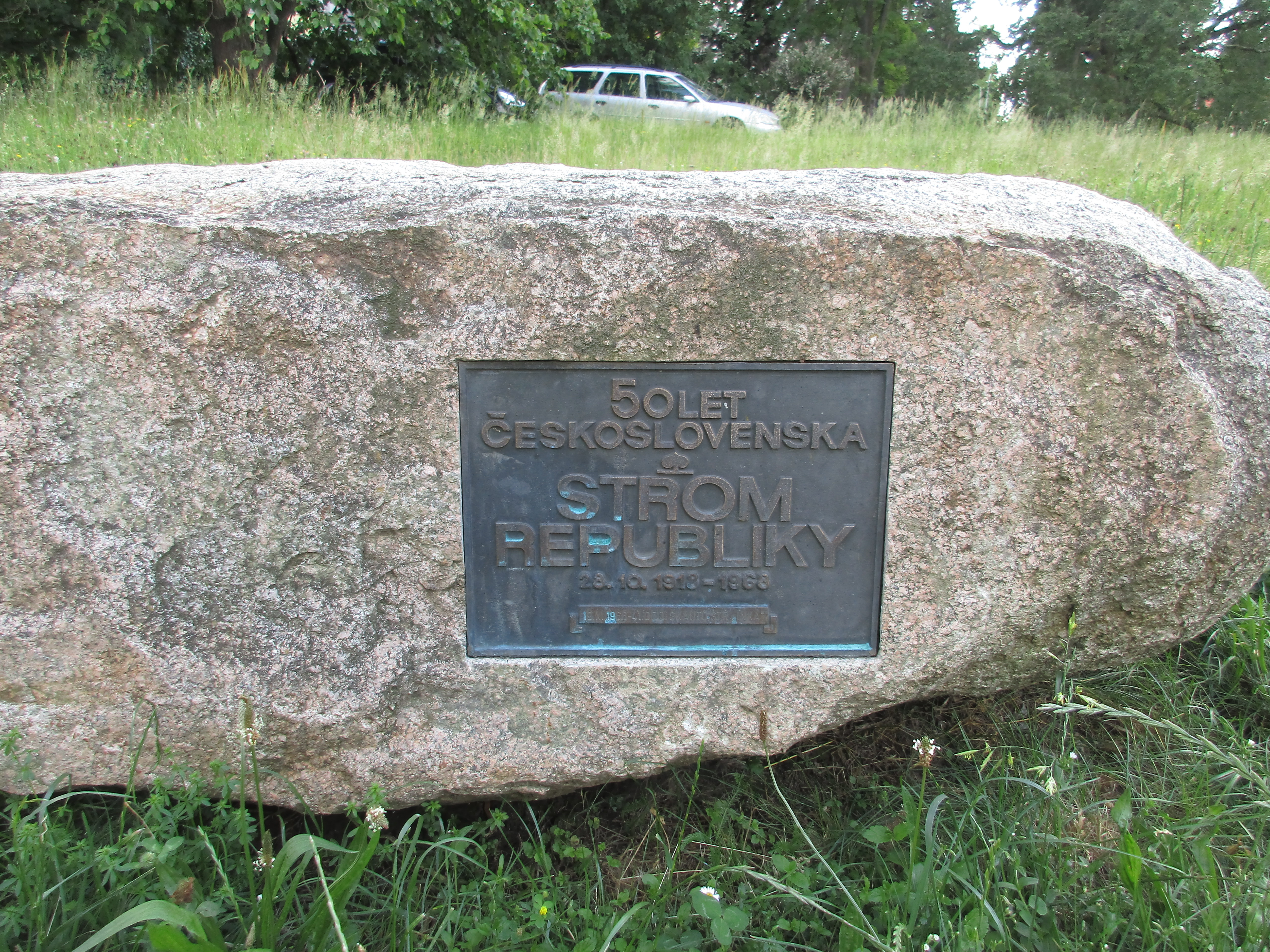

K lípě nechali skauti ze 41. oddílu střediska Inka zhotovit ještě v roce 1968 pamětní desku. Bronzový odlitek připomínal vysazení stromu i 50 let samostatného Československa. Deska však instalována nebyla a někam se ztratila. Až po letech, po smrti posledního vůdce oddílu Zdeňky Vernera – Boye, se objevila neporušená na půdě jeho spořilovského domu. Při slavnosti pořádané 28. října 2018 ke Dni státnosti byla tato deska zasazena do kamene původem z Blatné v Jižních Čechách a kámen umístěn poblíž lípy. Zároveň zde byla ke 100. výročí republiky zasazena další lípa.
50 LET ČESKOSLOVENSKA / STROM / REPUBLIKY / 28. 10. 1918 – 1968 / 19. XI. – 41. ODD. SKAUTŮ, STŘ. „INKA“ //
Nápis na pamětním kameni